# Tour de France Automobile 1981
Tour de France Automobile 1981 (40. Tour de France Automobile) – 40. edycja rajdu samochodowego Tour de France Automobilen rozgrywanego we Francji. Rozgrywany był od 13 do 19 września 1981 roku. Była to trzydziesta siódma runda Rajdowych Mistrzostw Europy w roku 1981 (rajd miał najwyższy współczynnik - 4) oraz siódma runda Rajdowych mistrzostw Francji.

## Klasyfikacja rajdu
| Miejsce                                          | Kierowca                                         | Pilot                                            | Samochód                                         | Czas                                             | Strata                                           |                                                  |
| Klasyfikacja generalna, ERC i mistrzostw Francji | Klasyfikacja generalna, ERC i mistrzostw Francji | Klasyfikacja generalna, ERC i mistrzostw Francji | Klasyfikacja generalna, ERC i mistrzostw Francji | Klasyfikacja generalna, ERC i mistrzostw Francji | Klasyfikacja generalna, ERC i mistrzostw Francji | Klasyfikacja generalna, ERC i mistrzostw Francji |
| ------------------------------------------------ | ------------------------------------------------ | ------------------------------------------------ | ------------------------------------------------ | ------------------------------------------------ | ------------------------------------------------ | ------------------------------------------------ |
| 1.                                               | Jean-Claude Andruet                              | Catherine Bouchetal                              | Ferrari 308 GTB                                  | 8:50:12                                          | 0.0                                              |                                                  |
| 2.                                               | Bernard Darniche                                 | Alain Mahé                                       | Lancia Stratos HF                                | 8:54:58                                          | +4:46                                            |                                                  |
| 3.                                               | Bernard Béguin                                   | Claude Buchet                                    | Porsche 911 SC                                   | 8:57:20                                          | +7:08                                            |                                                  |
| 4.                                               | Francis Vincent                                  | Willy Huret                                      | Porsche 911 SC                                   | 9:07:09                                          | +16:57                                           |                                                  |
| 5.                                               | Jean-Pierre Ballet                               | Alain Florès                                     | Porsche 911 SC                                   | 9:35:04                                          | +44:52                                           |                                                  |
| 6.                                               | Jacques Panciatici                               | Patrick Thinnes                                  | Volkswagen Golf I GTi 1.6                        | 9:37:31                                          | +47:19                                           |                                                  |
| 7.                                               | Christian Gardavot                               | Rémy Levivier                                    | Porsche 911 SC                                   | 9:55:21                                          | +1:05:09                                         |                                                  |
| 8.                                               | Philippe Touren                                  | Jean-Luc Alric                                   | Renault 5 Turbo                                  | 10:02:17                                         | +1:12:05                                         |                                                  |
| 9.                                               | Claude Labrot                                    | Régine Cabaniols                                 | Porsche 911 SC                                   | 10:07:45                                         | +1:17:33                                         |                                                  |
| 10.                                              | Jean-Claude Sola                                 | Annie Pratesi                                    | Renault 5 Alpine                                 | 10:09:54                                         | +1:19:42                                         |                                                  |